# طواف كولومبيا 1997
طواف كولومبيا 1997 هو سباق دراجات هوائية أقيم بتاريخ أبريل 21 – مايو 4، تكون السباق من 13 مرحلة وامتدّ لمسافة 1960 كم بسرعة 39.0105 كم/س، استغرق السباق 50 ساعة 14 دقيقة 34 ثانية.